# Wishlist (Ashafar, Ronnie Flex & Trobi)
Wishlist is een lied van de Nederlandse rappers Ashafar en Ronnie Flex en de Nederlandse producer Trobi. Het werd in 2022 als single uitgebracht.

## Achtergrond
Wishlist is geschreven door Zakaria Abouazzaoui, Ronell Langston Plasschaert en Bryan du Chatenier en geproduceerd door Trobi. Het is een nummer dat past in de genres nederhop en trap. In het lied zingen en rappen de artiesten over hun route naar succes en wat ze ervoor over hebben gehad. Het nummer werd bij radiozender NPO FunX uitgeroepen tot DiXte track van de week.
Het is de eerste keer dat de drie artiesten samen op een track te horen zijn. Wel werd er al onderling samengewerkt. Ashafar en Trobi deden dit op Voor jou. Met Ronnie Flex stond Trobi eerder op Meisje zonder naam. De twee herhaalden de samenwerking daarnaast later op Okee shordy, Love song en Wacht op mij.

## Hitnoteringen
De artiesten hadden bescheiden succes met het lied in Nederland. Het piekte op de veertigste plaats van de Single Top 100 in de twee weken dat het in deze hitlijst te vinden was. De Top 40 en haar Tipparade werden niet bereikt.